# كابروني ساورو-1
كابروني ساورو-1 (بالإنجليزية: Caproni Sauro-1)‏ هي طائرةٌ إيطاليَّة، صنعتها شركة كابروني للطائرات، وكان أول تحليقٍ لها في 1933.